# Croydon North West (circonscription britannique)
Croydon North West est une ancienne circonscription électorale britannique située dans le Surrey puis dans le Grand Londres, en Angleterre. Elle doit son nom à la ville de Croydon.

## Histoire
Créée en 1955 à partir des circonscriptions de Croydon North et Croydon West (en), elle disparaît en 1997 au profit d'une nouvelle circonscription de Croydon North.

## Liste des députés de Croydon North West
- 1955 : Fred Harris (en) (Parti conservateur)
- 1970 : Robert Taylor (en) (Parti conservateur)
- 1981 : Bill Pitt (en) (Parti libéral)
- 1983 : Humfrey Malins (en) (Parti conservateur)
- 1992 : Malcolm Wicks (Parti travailliste)